# Half Japanese

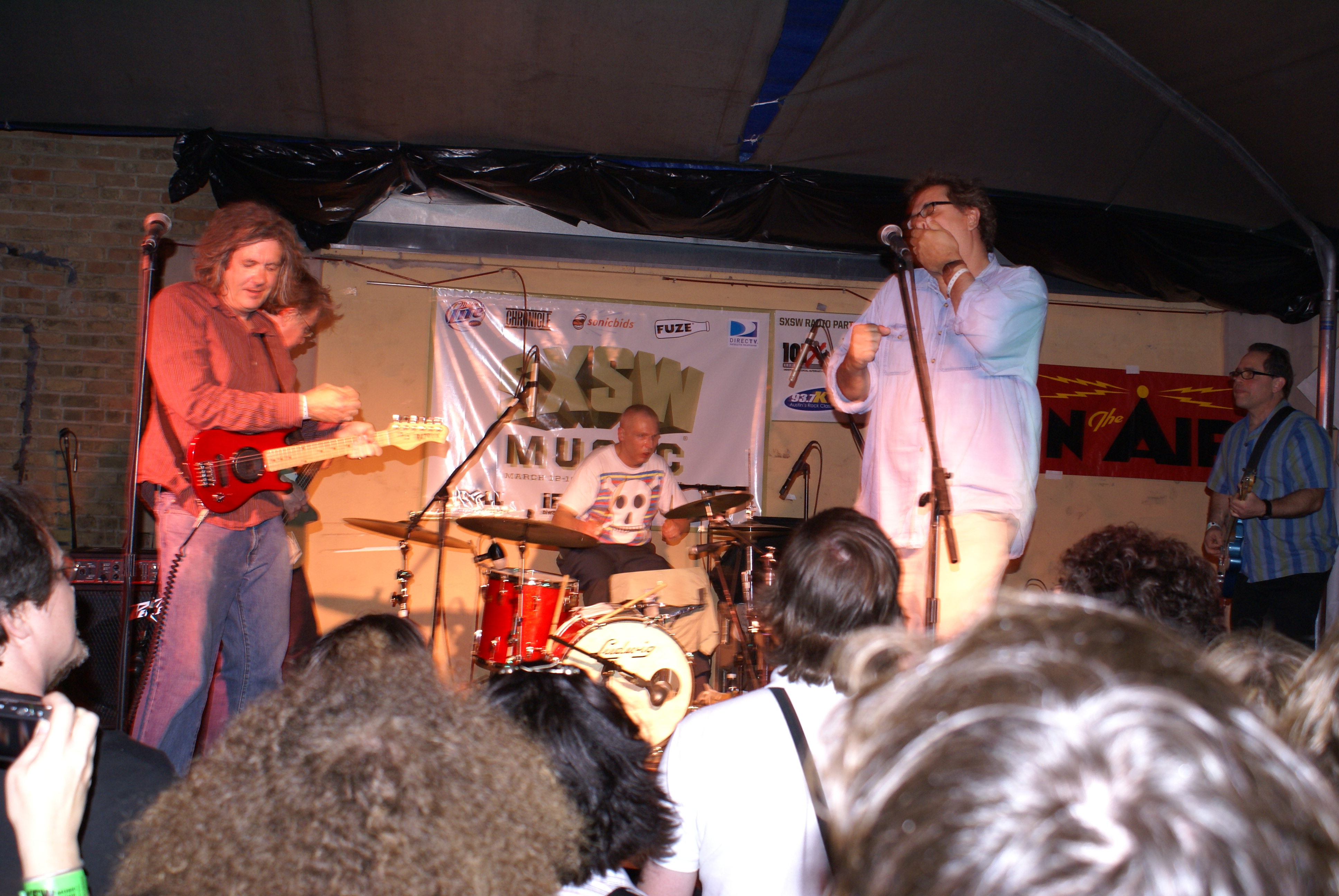
Half Japanese în concert, 2008.

Half Japanese a fost o trupă americană de rock alternativ din Maryland, Baltimore, formată în 1975. Din ultima componență a formației făceau parte Jad Fair (chitară și voce), David Fair (voce), Jason Willet (chitară), Gilles Reider (baterie) și Jason Sluggett (chitară și bas).
La începuturile lor, Half Japanese erau asociați cu scena muzicală noise rock din Baltimore. Făcând parte din primul val de grupuri americane de noise rock, formația Half Japanese este considerată a fi fost esențială în dezvolatrea scenei indie și a rockului alternativ. 
La baza muzicii trupei Half Japanese au stat o serie de influențe variind de la The Shaggs, influenta muziciană de protopunk, Jonathan Richman.

## Discografie
- Half Gentlemen/Not Beasts (Armageddon, 1980)
- Loud (Armageddon, 1981)
- Our Solar System (Iridescence, 1985)
- Sing No Evil (Iridescence, 1985)
- Music To Strip By (50 Skidillion Watts, 1987)
- Charmed Life (50 Skidillion Watts, 1988)
- The Band That Would Be King (50 Skidillion Watts, 1989)
- We Are They Who Ache with Amorous Love (TEC Tones, 1990)
- Fire In The Sky (Paperhouse, 1992)
- Hot (Safe House, 1995)
- Bone Head (Alternative Tentacles, 1997)
- Heaven Sent (Emperor Jones, 1997)
- Hello (Alternative Tentacles, 2001)
- Half Alive (Cassette - live at DC Space and the Red Door, Baltimore[1] - 50 Skidillion Watts, 1977)
- 50 Skidillion Watts Live (Calypso Now, 1984)
- Boo: Live in Europe 1992 (TEC Tones, 1994)
- Best Of Half Japanese (Timebomb Japan, 1993)
- Greatest Hits 2 CDs / 3 LPs (Safe House, 1995)
- Best Of Half Japanese Vol. 2 (Timebomb Japan, 1995)

### EP
- "Calling All Girls" (50 Skidillion Watts, 1977)
- Horrible (Press, 1982)
- Real Cool Time/What Can I Do/Monopoly EP (Overzealous Editions, 1989)
- Everybody Knows, Twang 1 EP (Seminal Twang, 1991)
- 4 Four Kids EP (Ralph, 1991)
- Postcard EP (Earl, 1991)
- Eye of the Hurricane/Said and Done/U.S. Teens are Spoiled Bums/Daytona Beach EP (1991)

### 7
- No Direct Line from my Brain to My Heart/(I Don't Want to Have) Mono (No More) 7" (50 Skidillion Watts, 1978)
- Spy (Armageddon, 1981)
- How Will I Know (Press, 1982)
- U.S. Teens Are Spoiled Bums (50 Skidillion Watts, 1988)
- T For Texas/Go Go Go Go (XXOO Fan Club, 1990)

## Doc
- Half Japanese: The Band That Would Be King - Jeff Feuerzeig, 1993